# Мусса Соу
Мусса́ Со́у (фр. Moussa Sow, нар. 19 січня 1986, Мант-ла-Жолі, Франція) — сенегальський футболіст, який народився у Франції. Футболіст року в Сенегалі (2011). Нападник «Аль-Ахлі» з Дубаю та збірної Сенегалу. У 2009 році також зіграв за молодіжну збірну Франції. На правах оренди грає за турецький «Бурсаспор».

## Клубна кар'єра
Дебютував у складі «Ренна» 23 жовтня 2004 року в матчі проти «Меца». До закінчення сезону 2006/07 отримував ігрову практику в «Ренні», переважно виходячи на заміну. Влітку 2007 року Соу був відданий в оренду клубу «Седан», який виступав у той час у Лізі 2. За «Седан» форвард грав до літа 2008 року, після чого повернувся в «Ренн», де провів наступні 2 сезони.
У липні 2010 року Мусса Сов став гравцем «Лілля». Відіграв за команду з Лілля наступні два сезони своєї ігрової кар'єри. Більшість часу, проведеного у складі «Лілля», був основним гравцем атакувальної ланки команди і одним з головних бомбардирів команди, маючи середню результативність на рівні 0,57 голу за гру першості.
26 січня 2012 року сенегалець підписав з турецьким клубом «Фенербахче» контракт на чотири з половиною роки, а сума угоди склала 13 мільйонів євро. 10 з них «Лілль» отримав одразу, а ще три були переказані на рахунок французького клубу як бонуси. Заробітна плата футболіста в новій команді становила 3,2 мільйона євро за сезон.
29 серпня 2015 року за 16 мільйонів євро перейшов у еиіратський «Аль-Аглі» (Дубай), з якого здавався в оренду назад у «Фенербахче», а 13 січня 2018 року Соу перейшов також на правах оренди в «Бурсаспор».

## Національна збірна
Виступав за юнацьку збірну Франції.
У 2007 році провів 2 матчі за молодіжну збірну Франції.
З 2009 року виступає за збірну Сенегалу (перший матч — товариський проти ДР Конго 12 серпня 2009). 5 вересня 2010 року забив свій перший гол за збірну (у ворота тієї ж збірної ДР Конго у відбірковому матчі до Кубка африканських націй 2012 року.
У складі збірної був учасником Кубка африканських націй 2012 року у Габоні та Екваторіальній Гвінеї, Кубка африканських націй 2015 року в Екваторіальній Гвінеї, Кубка африканських націй 2017 року у Габоні, а потім поїхав зі збірною і на чемпіонат світу 2018 року у Росії.
| Дата       | Місто                       | Господарі            | Результат               | Гості                | Турнір                                      | Голи | Примітки |
| ---------- | --------------------------- | -------------------- | ----------------------- | -------------------- | ------------------------------------------- | ---- | -------- |
| 12/08/2009 | Кіншаса                     | ДР Конго             | 1 – 2                   | Сенегал              | товариський матч                            | -    |          |
| 05/09/2009 | Кабінда                     | Ангола               | 1 – 1                   | Сенегал              | товариський матч                            | -    |          |
| 14/10/2009 | Сеул                        | Південна Корея       | 2 – 0                   | Сенегал              | товариський матч                            | -    |          |
| 03/03/2010 | Афіни                       | Греція               | 0 – 2                   | Сенегал              | товариський матч                            | -    |          |
| 27/05/2010 | Ольборг                     | Данія                | 2 – 0                   | Сенегал              | товариський матч                            | -    |          |
| 11/08/2010 | Дакар                       | Сенегал              | 1 – 0                   | Кабо-Верде           | товариський матч                            | -    |          |
| 05/09/2010 | Лубумбаші                   | ДР Конго             | 2 – 4                   | Сенегал              | Відбір до Кубка африканських націй 2012     | 1    |          |
| 09/10/2010 | Дакар                       | Сенегал              | 7 – 0                   | Маврикій             | Відбір до Кубка африканських націй 2012     | 1    |          |
| 09/02/2011 | Дакар                       | Сенегал              | 3 – 0                   | Гвінея               | товариський матч                            | 1    |          |
| 26/03/2011 | Дакар                       | Сенегал              | 1 – 0                   | Камерун              | Відбір до Кубка африканських націй 2012     | -    |          |
| 04/06/2011 | Гаруа                       | Камерун              | 0 – 0                   | Сенегал              | Відбір до Кубка африканських націй 2012     | -    |          |
| 10/08/2011 | Дакар                       | Сенегал              | 0 – 2                   | Марокко              | товариський матч                            | -    |          |
| 03/09/2011 | Дакар                       | Сенегал              | 2 – 0                   | ДР Конго             | Відбір до Кубка африканських націй 2012     | 2    |          |
| 12/01/2012 | Дакар                       | Сенегал              | 1 – 0                   | Судан                | товариський матч                            | -    |          |
| 15/01/2012 | Дакар                       | Сенегал              | 1 – 0                   | Кенія                | товариський матч                            | -    |          |
| 21/01/2012 | Бата (Екваторіальна Гвінея) | Сенегал              | 1 – 2                   | Замбія               | Кубок африканських націй 2012 - 1-й етап    | -    |          |
| 25/01/2012 | Бата (Екваторіальна Гвінея) | Екваторіальна Гвінея | 2 – 1                   | Сенегал              | Кубок африканських націй 2012 - 1-й етап    | 1    |          |
| 29/01/2012 | Бата (Екваторіальна Гвінея) | Лівія                | 2 – 1                   | Сенегал              | Кубок африканських націй 2012 - 1-й етап    | -    |          |
| 13/10/2012 | Дакар                       | Сенегал              | 0 – 2                   | Кот-д'Івуар          | Відбір до Кубка африканських націй 2013     | -    |          |
| 05/02/2013 | Сен-Ле-ла-Форе              | Сенегал              | 1 – 1                   | Гвінея               | товариський матч                            | 1    |          |
| 23/03/2013 | Конакрі                     | Сенегал              | 1 – 1                   | Ангола               | Відбір до ЧС 2014                           | 1    |          |
| 08/06/2013 | Луанда                      | Ангола               | 1 – 1                   | Сенегал              | Відбір до ЧС 2014                           | -    |          |
| 16/06/2013 | Монровія                    | Ліберія              | 0 – 2                   | Сенегал              | Відбір до ЧС 2014                           | -    |          |
| 14/08/2013 | Сен-Ле-ла-Форе              | Замбія               | 1 – 1                   | Сенегал              | товариський матч                            | -    |          |
| 07/09/2013 | Дакар                       | Сенегал              | 1 – 0                   | Уганда               | Відбір до ЧС 2014                           | -    |          |
| 12/10/2013 | Абіджан                     | Кот-д'Івуар          | 3 – 1                   | Сенегал              | Відбір до ЧС 2014                           | -    |          |
| 16/09/2013 | Касабланка                  | Сенегал              | 1 – 1                   | Кот-д'Івуар          | Відбір до ЧС 2014                           | 1    |          |
| 05/03/2014 | Сен-Ле-ла-Форе              | Сенегал              | 1 – 1                   | Малі                 | товариський матч                            | -    |          |
| 21/05/2014 | Уагадугу                    | Буркіна-Фасо         | 1 – 1                   | Сенегал              | товариський матч                            | -    |          |
| 05/09/2014 | Дакар                       | Сенегал              | 2 – 0                   | Єгипет               | Відбір до Кубка африканських націй 2015     | -    |          |
| 10/10/2014 | Дакар                       | Сенегал              | 0 – 0                   | Туніс                | Відбір до Кубка африканських націй 2015     | -    |          |
| 19/11/2014 | Дакар                       | Сенегал              | 3 – 0                   | Ботсвана             | Відбір до Кубка африканських націй 2015     | 1    |          |
| 09/01/2015 | Касабланка                  | Сенегал              | 1 – 0                   | Габон                | товариський матч                            | 1    |          |
| 13/01/2015 | Касабланка                  | Сенегал              | 5 – 2                   | Гвінея               | товариський матч                            | -    |          |
| 19/01/2015 | Монгомо                     | Гана                 | 1 – 2                   | Сенегал              | Кубок африканських націй 2015 - 1-й етап    | 1    |          |
| 23/01/2015 | Монгомо                     | ПАР                  | 1 – 1                   | Сенегал              | Кубок африканських націй 2015 - 1-й етап    | -    |          |
| 28/3/2015  | Гавр                        | Сенегал              | 2 – 1                   | Гана                 | товариський матч                            | -    | 46'      |
| 8/10/2016  | Дакар                       | Сенегал              | 2 – 0                   | Кабо-Верде           | Відбір до ЧС 2018                           | 1    | 76'      |
| 8/1/2017   | Браззавіль                  | Лівія                | 1 – 2                   | Сенегал              | товариський матч                            | 1    | 63'      |
| 11/1/2017  | Браззавіль                  | Республіка Конго     | 0 – 2                   | Сенегал              | товариський матч                            | -    | 83'      |
| 19/1/2017  | Франсвіль                   | Сенегал              | 2 – 0                   | Зімбабве             | Кубок африканських націй 2017 - 1-й етап    | -    | 62'      |
| 23/1/2017  | Франсвіль                   | Сенегал              | 2 – 2                   | Алжир                | Кубок африканських націй 2017 - 1-й етап    | 1    |          |
| 29/1/2017  | Франсвіль                   | Сенегал              | 0 – 0 д.ч. (4 - 5 п.п.) | Камерун              | Кубок африканських націй 2017 - чвертьфінал | -    | 64'      |
| 23/3/2017  | Лондон                      | Нігерія              | 1 – 1                   | Сенегал              | товариський матч                            | 1    | 70'      |
| 10/6/2017  | Дакар                       | Сенегал              | 3 – 0                   | Екваторіальна Гвінея | Відбір до Кубка африканських націй 2019     | 2    | 88'      |
| 2/9/2017   | Дакар                       | Сенегал              | 0 – 0                   | Буркіна-Фасо         | Відбір до ЧС 2018                           | -    | 89'      |
| 5/9/2017   | Уагадугу                    | Буркіна-Фасо         | 2 – 2                   | Сенегал              | Відбір до ЧС 2018                           | -    | 77'      |
| Усього     |                             | Матчів               | 47                      |                      | Голів                                       | 18   |          |

## Досягнення

### Командні
- Чемпіон Європи (U-19): 2005
- Чемпіон Франції: 2010-11
- Володар Кубка Франції: 2010-11
- Чемпіон Туреччини: 2013–14
- Володар Кубка Туреччини: 2011-12, 2012-13
- Володар Суперкубка Туреччини: 2014
- Чемпіон ОАЕ: 2015-16

### Індивідуальні
- Найкращий бомбардир Чемпіонату Франції 2010—2011.
- Футболіст року в Сенегалі: 2011